# Art sonore
L'art sonore (ou arts sonores au pluriel) est un ensemble varié de pratiques artistiques qui mettent l'accent sur le son et l'ouïe produisant diverses formes de créations artistiques (auditives, mais également visuelles et sensorielles).

## Définition
L'art sonore est un ensemble varié de pratiques artistiques qui mettent l'accent sur le son et l’ouïe (qui en font la matière première de création) et produisant diverses formes de créations artistiques (auditives, mais également visuelles et sensorielles).. L'art sonore est par nature interdisciplinaire. Il peut utiliser l'acoustique, l'électronique, la musique bruitiste, l'espace, l'architecture.
De nombreux artistes utilisent le son, les bruits, comme matériau de création.

## Histoire
Il est possible de considérer la publication de L'Art des bruits de Luigi Russolo, en 1913, comme le début de l'art ou des arts sonores. L’utilisation du "son-bruit" dans la musique y est théorisé par l'auteur et ce dernier imagine le futur d’une musique nouvelle dont la matière première de création pourra être issue de bruits produits par des machines que l'homme aura inventées. Il est cependant à noter qu'il est évidemment possible de remonter bien plus loin et que des rencontres préalables entre le son, d'autres formes artistiques et des techniques nouvelles ont préparé le tournant décisif du début du XXe siècle.

### Avant l’apparition de l’électricité
De la Préhistoire (voir Musique préhistorique) à l'époque baroque ou l'époque romantique (où la musique tend à évoquer de véritable véritables paysages sonores avec l'utilisation d'effets sonores spéciaux), en passant par à la renaissance (et son intérêt pour les bruitages dans les œuvres vocales et instrumentales), jusqu'à l'invention du phonographe en 1877, l'intérêt de l'humanité et des artistes pour la matière sonore a toujours été présent.

### Avec la maîtrise de l’électricité
À la fin du XIXe siècle, l'apparition de l'électricité permet et/ou facilite, la "visualisation", l'enregistrement, la conservation et la restitution du son. Le gramophone, la platine tourne-disques, le magnétophone, le microphone électrostatique ou à condensateur... jusqu'à la numérisation ont donné aux créateurs des moyens de repousser les limites de l'innovation sonore.

### XXesiècle
Dans l'art occidental les premiers exemples d'art sonore incluent Intonarumori de Luigi Russolo et les expériences ultérieures des dadaïstes, des surréalistes, des situationnistes ou des happenings du mouvement Fluxus. Le genre émerge également de l'art conceptuel, du minimalisme, de la poésie sonore ou de la poésie et du théâtre expérimentaux. A noter que le terme "installation sonore" fut inventé par l'artiste Max Neuhaus pour décrire ses œuvres sonores qui n'étaient ni de la musique ni des événements.

#### Pionniers en arts sonores
- Alvin Lucier
- Bernard et François Baschet
- Daphne Oram
- David Tudor
- Fluxus
- Jean Tinguely
- John Cage
- La Monte Young
- Maryanne Amacher
- Max Neuhaus
- Paul Panhuysen
- Walter Ruttmann
- Rolf Julius
- Bernard Leitner

### XXIesiècle
Dans l'art contemporain, l'art sonore a connu une importante reconnaissance à partir de la fin des années 1990. D'importantes expositions ont lieu en 2000, telles que Sonic Boom: The Art of Sound à la Hayward Gallery de Londres, et Volume: Bed of Sound au MoMA à New York.

## Transdisciplinarité
La transdisciplinairé des arts sonores a été abordées dans plusieurs ouvrages et publications qui montrent, le plus souvent par l'exemple, comment les artistes sonores s'inspirent de différentes disciplines pour créer des œuvres qui transcendent les frontières entre les arts visuels, la musique, la littérature et d'autres formes d'expression artistique. On pourrait citer ici (d'autres références seront cités dans les paragraphes suivants) :
- "Sound Unbound: Sampling Digital Music and Culture", édité par Paul D. Miller (aka DJ Spooky), présente une collection d'essais qui examinent la manière dont la musique électronique, le sampling et les technologies numériques ont influencé la culture musicale et les arts visuels[4].
- "Audio Culture: Readings in Modern Music", édité par Christoph Cox et Daniel Warner, est également une anthologie d'essais qui explore l'histoire de la musique expérimentale et électronique, ainsi que son influence sur la culture contemporaine[5].
- Le livre "Background Noise: Perspectives on Sound Art" de Brandon LaBelle qui explore les multiples dimensions de l'art sonore à travers des contributions d'artistes, de critiques et de théoriciens. Il examine les défis et les opportunités de la création sonore dans le contexte de l'art contemporain et de la culture sonore en général[6].
- "The Audible Past: Cultural Origins of Sound Reproduction" de Jonathan Sterne, où l'auteur explore les origines culturelles de la reproduction sonore en étudiant les rapports entre la technologie, l'industrie, la politique, la musique, les médias et les arts[7].

### Musique
Cette phrase de l'artiste pionnier John Cage (titre d'un de ses livres) :  Je n'ai jamais écouté aucun son sans l'aimer : le seul problème avec les sons, c'est la musique, illustre, non sans humour, les problématiques des rapports que l'on pourrait trouver paradoxaux entre les arts sonores et la musique. Cage dira également : « I believe that the use of noise to make music will continue and increase until we reach a music produced through the aid of electrical instruments which will make available for musical purposes any and all sounds that can be heard. Photoelectric, film and mechanical mediums for the synthetic production of music will be explored. […] Thus freed of traditional limitations, music will have opened itself to the whole of sound, and not only to the sounds that are created with an object of music in mind. »,
Dans son texte Composer l'imprévisible, le chercheur Daniel Charles écrit : « Si le son est souvent une finalité dans le cadre posé par la musique, il peut n’être qu’un médium, fût-il le seul mobilisé, dans celui des arts plastiques, c’est-à-dire un signe ou un signal mis en relation avec d’autres signes et signaux – sonores ou visuels – dans un espace. »
L'article Sound Art and Music: Drawing an Invisible Line propose, pour tenter de distinguer l'art sonore de la musique, d'analyser les valeurs esthétiques des œuvres, plutôt que de comparer les processus et les résultats qui sont souvent, eux, très similaires. Partant de ce postulat, il analyse plusieurs œuvres d'artistes comme Laurie Anderson, Janet Cardiff ou encore William Basinski, artistes qui travaillent « entre ces deux mondes » et pose la question : quand la musique entre dans une institution d'art contemporain, devient-elle de l'art sonore ?
L'artiste sonore contemporaint Marcelo Armani, interrogé par le magazine Vice sur la différence entre la musique et l'art sonore, répond à la question de ce qui distingue le musicien de l'artiste sonore, en pointant la manière dont chacun explore différemment la poétique dans son travail, les techniques que chacun utilise, et surtout, les préoccupations et les approches abordées. L'artiste sonore se concentrera principalement sur la matière qu'est le son, sa manipulation ou sa restructuration, alors que pour le musicien, le son aura une approche différente, qui repose sur des réglementations et des normes spécifiques structurées depuis de nombreux siècles.

### Arts plastiques
On peut constater que les arts sonores et les arts plastiques ont des relations étroites par le fait que de nombreux artistes (se réclamant d'un ou des deux champs artistiques) créent des œuvres qui explorent les frontières entre les deux disciplines. Voici quelques exemples qui peuvent illustrer ces relations :
- 4'33 (1952) de John Cage : œuvre musicale emblématique qui consiste en un silence de 4 minutes et 33 secondes. Bien que l'œuvre soit généralement considérée comme de la musique avant-gardiste[14], elle est souvent présentée dans des expositions d'art contemporain[15] en raison de son exploration des idées de silence, d'absence et de contexte. Cage était lui-même un artiste plasticien et a collaboré avec des artistes tels que Robert Rauschenberg[16], Merce Cunningham[17] et Marcel Duchamp[18].
- "Untitled (Pink Dot)" (1961) de Dan Flavin : une installation lumineuse qui consiste en une série de tubes fluorescents roses qui créent une ambiance sonore spécifique en éclairant l'espace[19].
- "Rainforest V" de David Tudor (1973) : une installation sonore qui utilise des objets récupérés et transformés en instruments de musique, créant ainsi un paysage sonore immersif et en constante évolution.
- "TV Buddha" (1974) de Nam June Paik : installation composée d'une statue de Bouddha face à un écran de télévision qui retransmet en direct l'image de la statue elle-même. L'œuvre explore les thèmes de la méditation, de la surveillance et de la nature illusoire de la réalité, tout en faisant référence aux traditions religieuses et artistiques asiatiques[20].
- "From Here to Ear" de Céleste Boursier-Mougenot (1999) : une installation sonore qui consiste en une volière habitée par des oiseaux qui produisent de la musique en marchant sur des guitares électriques disposées au sol.
- "The Killing Machine" (2007) de Janet Cardiff et George Bures Miller : œuvre qui combine des enregistrements sonores de l'intérieur d'un abattoir avec une machine complexe composée de tubes, de câbles et d'ampoules. L'installation explore les thèmes de la violence, de l'industrialisation et de la consommation animale, tout en créant une expérience sensorielle immersive.
- "The Clock" (2010) de Christian Marclay : Installation vidéo qui compile des extraits de films qui contiennent des horloges ou des montres, créant ainsi une œuvre qui suit l'horloge en temps réel pendant 24 heures. L'œuvre est un exemple frappant de la manière dont Marclay utilise des éléments sonores et visuels[21].
- "Sonic Blossom" de Lee Mingwei (2013) : une performance dans laquelle une chanteuse offre une expérience musicale personnalisée à un visiteur de l'exposition en lui chantant une chanson a cappella[22].

Comme pour d'autres champs artistiques, les relations entre les arts sonores et les arts plastiques peuvent être explorées d'un point de vue théorique en considérant les similitudes et les différences entre les deux domaines, ainsi que les concepts et les pratiques qui les relient. Elles peuvent être abordées sous différents angles, en considérant les propriétés physiques et symboliques du son et de l'image, ainsi que les contextes sociaux et culturels dans lesquels ils sont produits et consommés :
- Dans "The Soundscape: Our Sonic Environment and the Tuning of the World"[23], R. Murray Schafer propose une exploration pionnière de l'écologie sonore, c'est-à-dire de la manière dont les sons et les environnements sonores affectent notre vie quotidienne et notre relation à la nature et à la culture. Schafer, un compositeur canadien, développe une théorie de la "soundscape" qui reconnaît l'importance des sons en tant que matériau artistique et social, et qui établit des liens entre les arts sonores, l'environnement et la culture matérielle.
- Dans "Audio-Vision: Sound on Screen"[24], le théoricien et  compositeur français Michel Chion explore les relations entre le son et l'image dans le cinéma et les médias audiovisuels en général. Chion développe une théorie de l'"audio-vision" qui reconnaît l'importance des interactions entre les sons et les images dans la création de sens et d'émotions, et qui établit des liens entre les arts sonores, les arts visuels et les médias.
- Dans leur étude interdisciplinaire des expériences sonores quotidiennes, "Sonic Experience: A Guide to Everyday Sounds"[25], Jean-François Augoyard et Henry Torgue considère les sons comme des objets culturels et esthétiques ainsi que des phénomènes physiques et psychologiques. Augoyard et Torgue développent une théorie de l'"expérience sonore" qui met l'accent sur la relation entre les sons et l'espace, la mémoire, l'identité et les émotions, et qui établit des liens entre les arts sonores, l'architecture et l'urbanisme.
- Dans l'anthologie de textes théoriques et critiques sur l'art sonore "Sound Art: Beyond Music, Between Categories"[26], de Alan Licht et Jim O'Rourke , les deux auteurs proposent une exploration des multiples dimensions de ce domaine en expansion. Les auteurs présentent une variété de perspectives sur les relations entre les arts sonores et les arts plastiques, en soulignant les questions de matérialité, de temporalité, de spatialité et de performance. Ils établissent également des liens entre l'art sonore et des domaines tels que la poésie sonore, la radio, la culture populaire et la technologie.
- Et dans "Les Arts Sonores – Son & Art contemporain"[27], l'essayiste, critique d’art français Alexandre Castant propose un livre "entre introduction et panorama des pratiques sonores dans l’art contemporain" depuis les années 2000. Ce livre-manifeste, aborde des notions telles que : les liens entre l'image et le son, la correspondance entre les deux, la photo-phonographie, la représentation visuelle d'instruments de musique, la plasticité post-rock, l'utilisation du son dans la radiophonie (notamment dans les dispositifs et les fictions), le rôle du corps et de la voix, l'importance de l'espace et des sculptures sonores, les paysages sonores et le field recording. Les machines sonores et visuelles, les disques vinyle et les cassettes audio sont également abordés, ainsi que l'impact critique, médiatique et politique de la société sonore[28].

## Exemples d'artistes sonores
- Akio Suzuki
- Alvin Lucier
- Bernard Pourrière
- Bill Viola
- Brian Eno
- Bruce Nauman
- Carolee Schneemann
- Carsten Nicolai
- Charlemagne Palestine
- Charlotte Moorman
- Christian Marclay
- Emma Dusong
- Franck Vigroux
- Frédéric Acquaviva
- Georges Lentz
- Hildegard Westerkamp
- Idrioema
- Jacques Auberger
- Jaume Plensa
- Jean-Robert Sedano et Solveig de Ory
- Karlheinz Stockhausen
- Knud Viktor
- La Monte Young
- Laurie Anderson
- Kristin Oppenheim
- Manuel Rocha Iturbide
- Meredith Monk
- Michael Snow
- Miguel Álvarez-Fernández
- Mikel Arce Sagarduy
- Miranda July
- Nam June Paik
- Neil Harbisson
- Norbert Walter Peters
- Pauline Oliveros
- Pipilotti Rist
- Ryoji Ikeda
- Steve Heimbecker
- Sugai Ken
- Susan Philipsz
- Stuart Fowkes
- Tacita Dean
- Wolf Vostell
- Yoko Ono
- Yuri Landman
- Z'EV

## Festivals d'Arts sonores
- City Sonic - Festival international des arts sonores
- Distopie Festival
- Hertz Festival
- La Semaine du Son
- PNEM Sound Art Festival
- SKÁLAR Sound Art Festival
- Zone libre - Festival des arts sonore

## Galerie

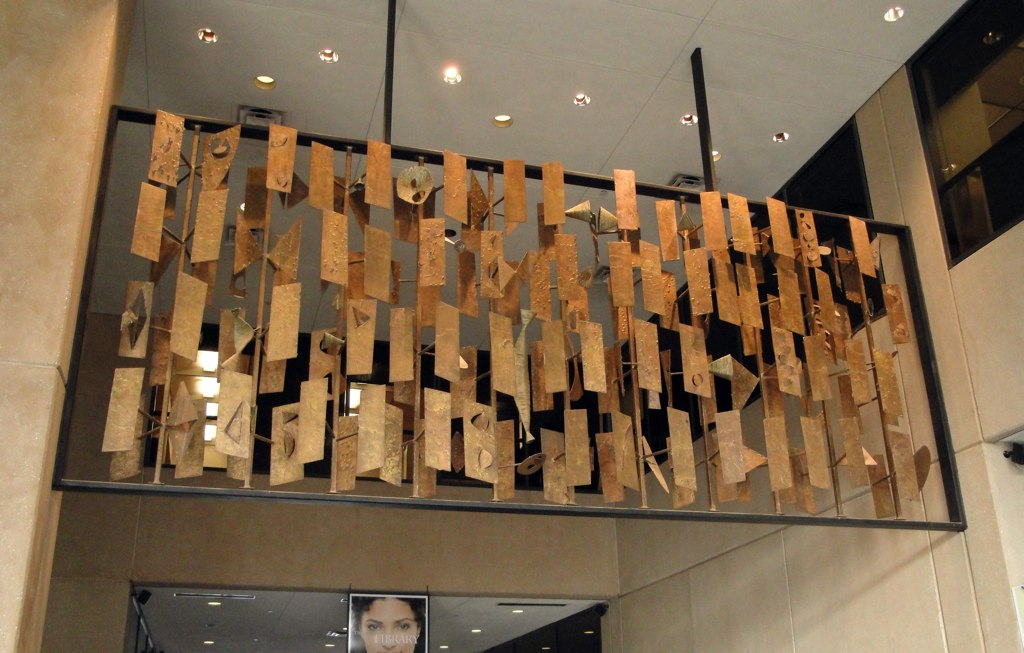
Harry Bertoia, Textured Screen (1954)
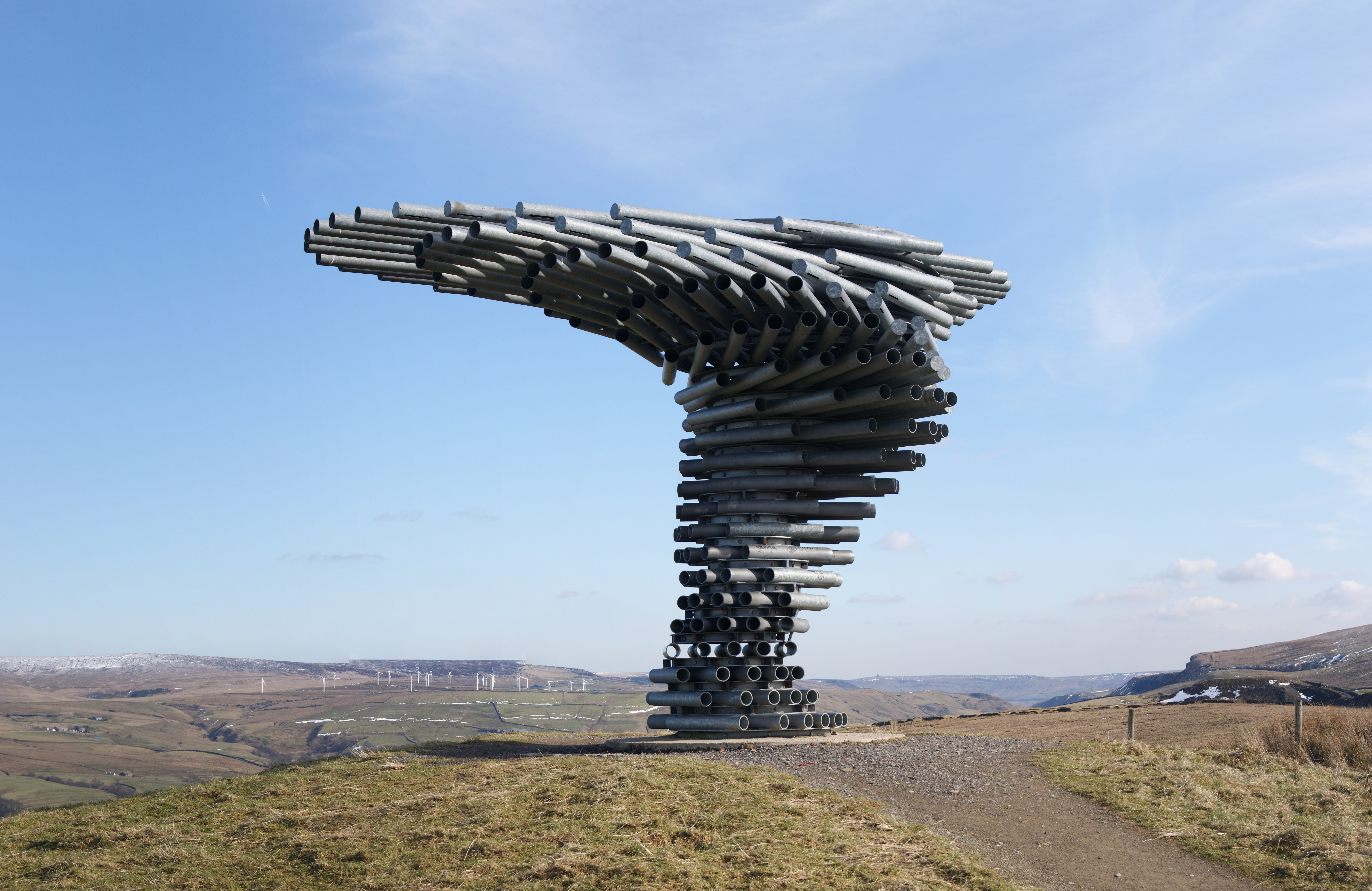
Mike Tonkin and Anna Liu, Panopticon: The Singing Ringing Tree
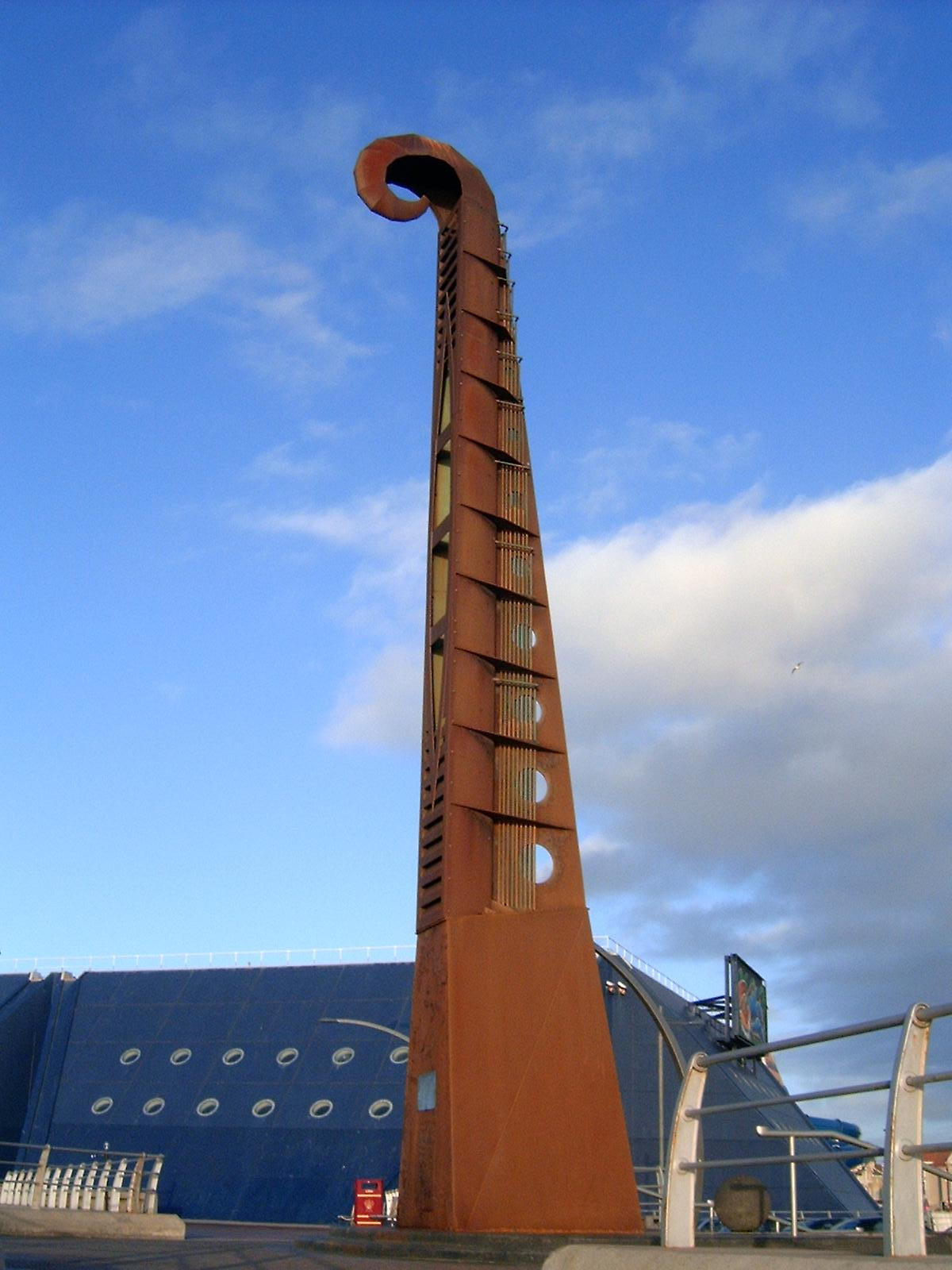
Liam Curtin and John Gooding, Blackpool High Tide Organ (en) (2002)
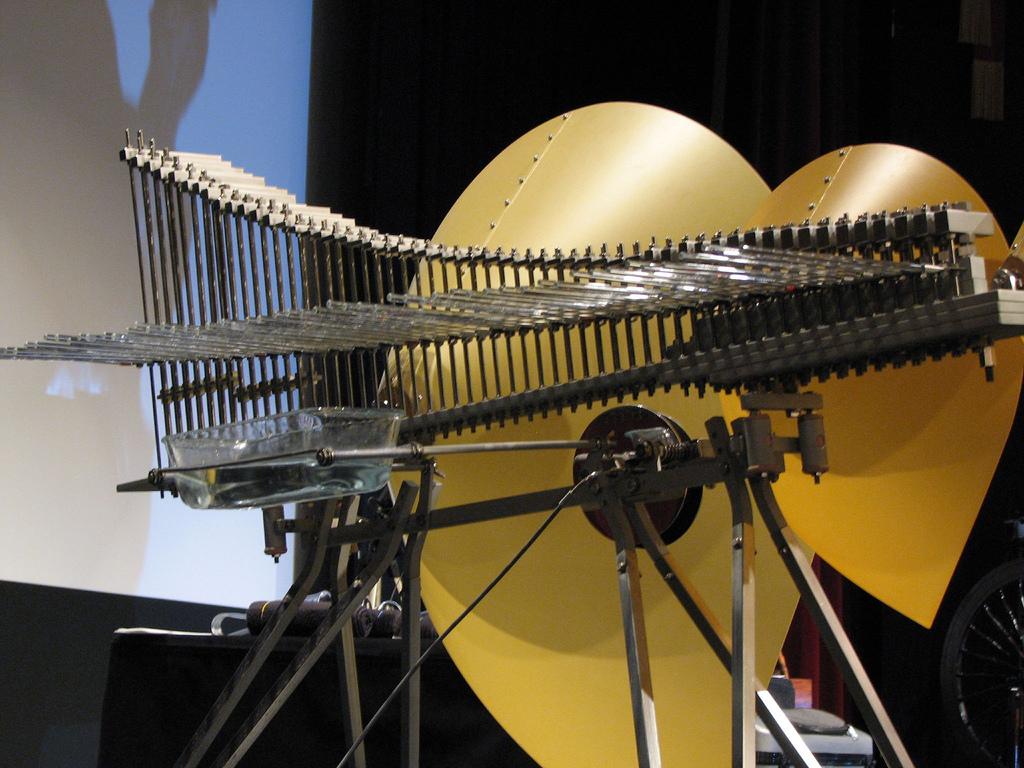
Bernard Baschet et François Baschet, Cristal Baschet (1952)
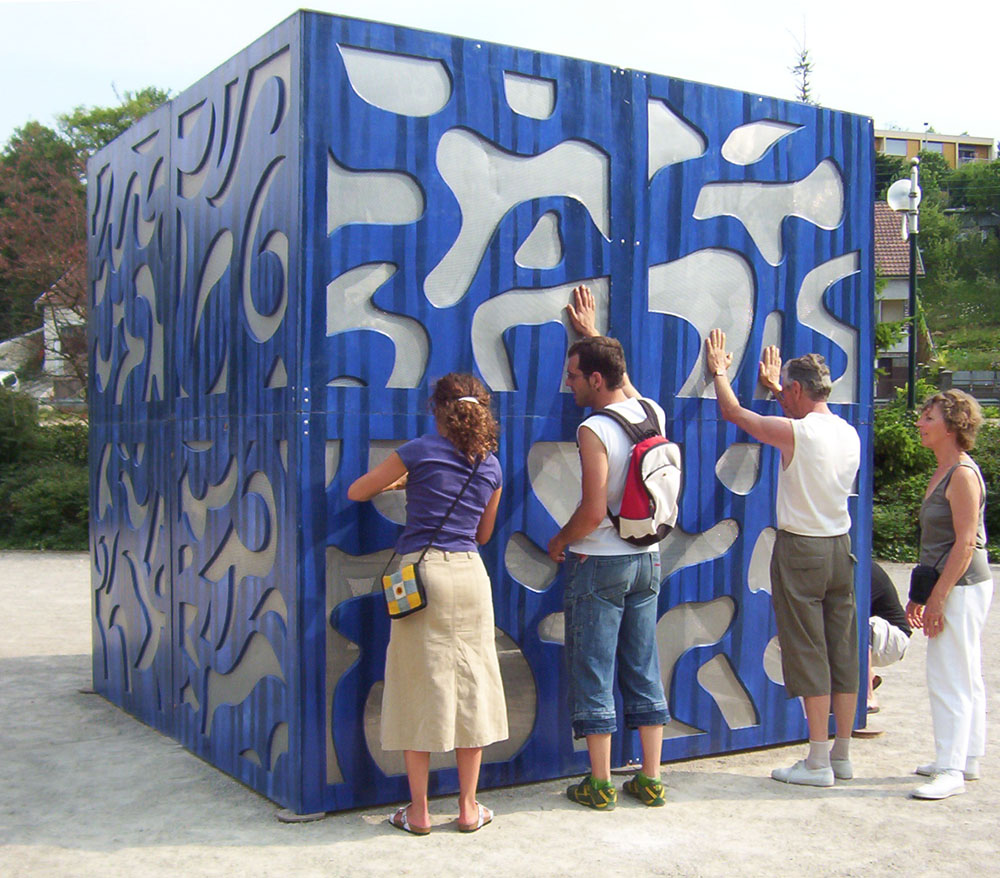
Jean-Robert Sedano et Solveig de Ory, Le Cube, odyssée sonore, 1999.
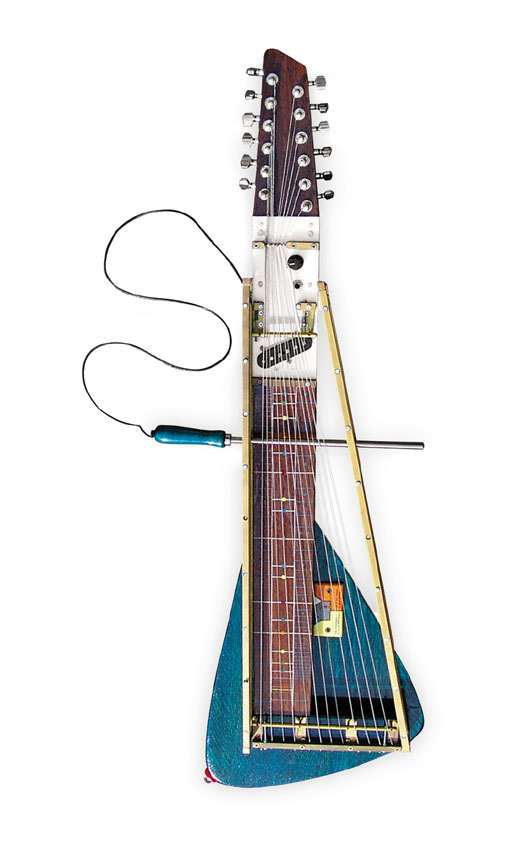
Yuri Landman, Moodswinger (2006)
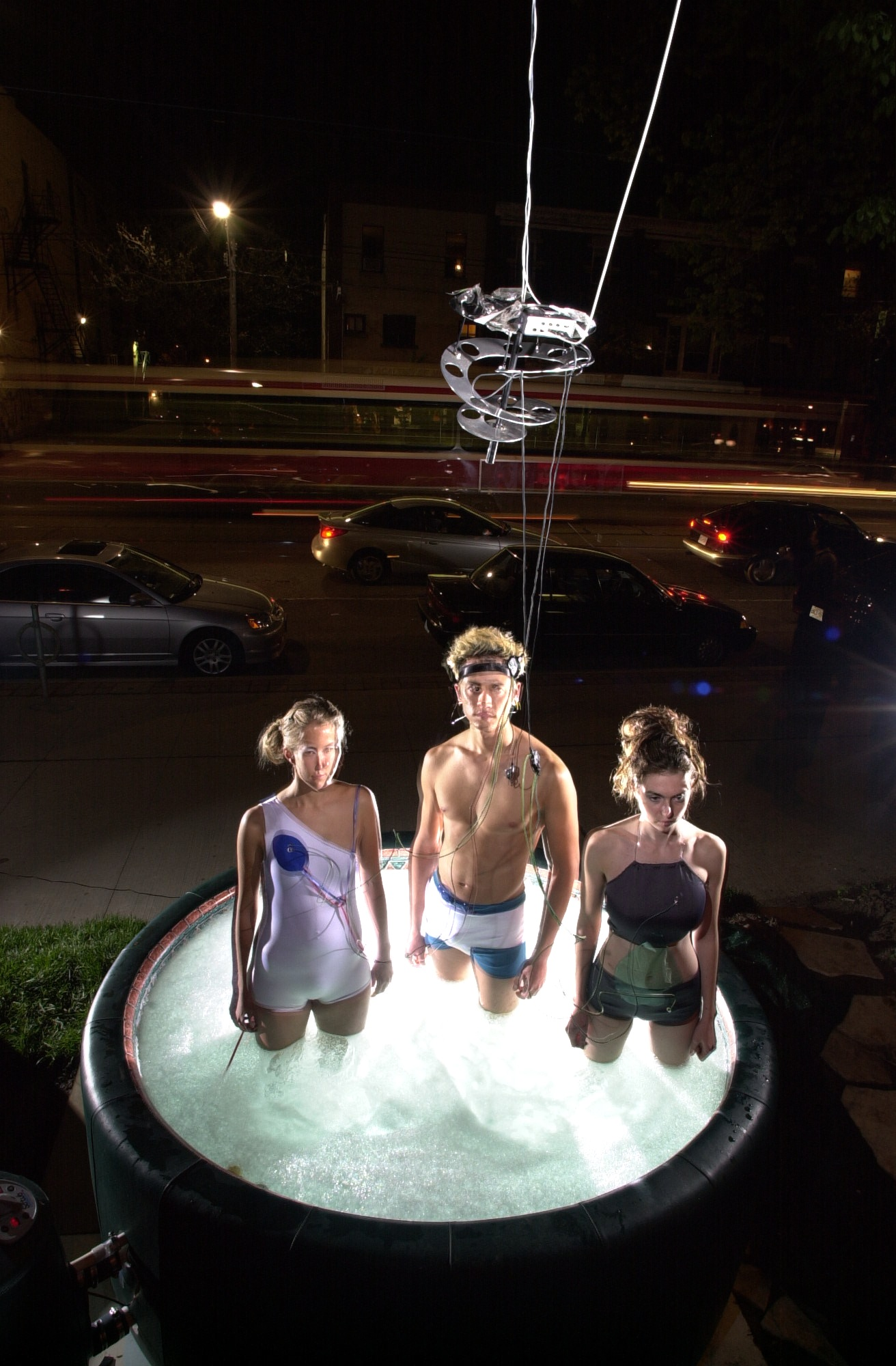
Électrocardiophones et électroencéphalophone
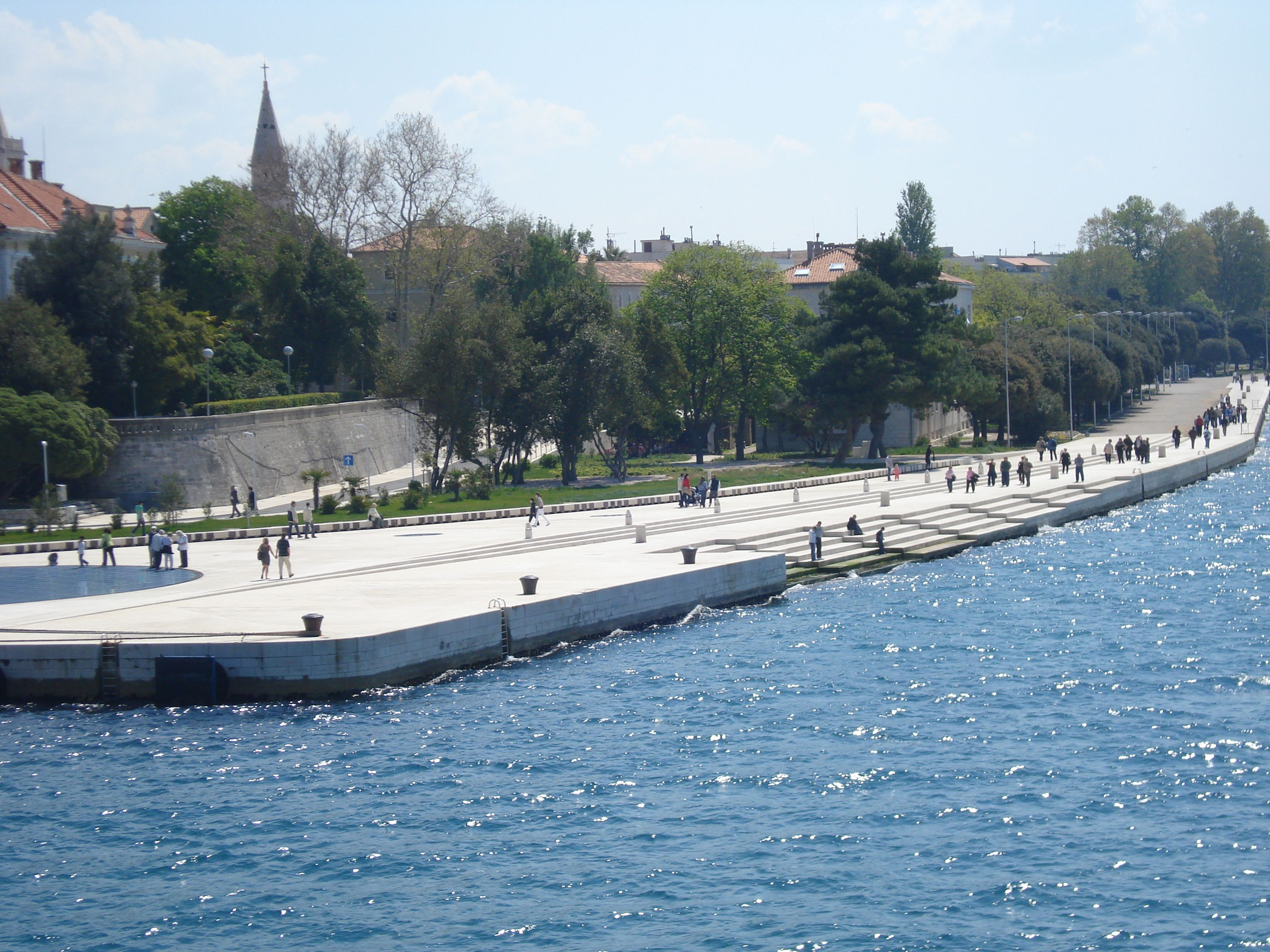
Nikola Bašić, Orgue marin (2006)

#### Livres
- (en) Murray Schafer, The Soundscape : Our Sonic Environment and The Tuning of the World, Destiny Books, 1993 [présentation en ligne]
- Nicole Gingras (dir.), S:ON : Le son dans l’art contemporain canadien, Montréal, Éditions Artexte / Éditions Nicole Gingras, 2003, 238 p. (ISBN 2980287091)
- (fr)  Ricciarda Belgiojoso, Construire l'espace urbain avec les sons, Éditions L'Harmattan, 2010 [présentation en ligne]
- (fr)  Carlotta Darò, Avant-gardes sonores en architecture, Les Presses du Réel, 2013 [présentation en ligne]
- (fr) Matthieu Saladin (ed.), L'expérience de l'expérimentation, Les Presses du Réel, 2015 [présentation en ligne]
- (fr) Philippe Franck, City Sonic, Les arts sonores dans la cité, Éditions La Lettre volée, 2014 [présentation en ligne]
- (fr)  Guillaume Loizillon, Kostas Paparrigopoulos, Makis Solomos, Roberto Barbanti, Carmen Pardo, Musique et écologies du son. Propositions théoriques pour une écoute du monde, Éditions L'Harmattan, 2016 [présentation en ligne]
- (fr) Alexandre Castant, Les Arts Sonores, Son & Art Contemporain, Transonic Label, 2017 [présentation en ligne]
- (en) Peter Weibel (ed.),  Sound Art, Sound as a Medium of Art, The MIT Press, 2019 [présentation en ligne]

#### Livres (en relation avec un artiste sonore)
- (fr)  Daniele Balit et Matthieu Saladin (ed.), Max Neuhaus - Les pianos ne poussent pas sur les arbres, Les Presses du Réel, 2013 [présentation en ligne]
- (fr)  Nicolas Bernier (ed.), Sur le diapason – Autour d'un cycle de création, entre son, science et lumière, Les Presses du Réel, 2019 [présentation en ligne]
- (fr)  Yoann Sarrat, Phonosophie et corporalité compositionnelle – L'art sonore de Frédéric Acquaviva, Les Presses du Réel, 2021 [présentation en ligne]

#### Revues
- (en) Optical Sound, Les Presses du Réel [présentation en ligne]
- (fr) Sound Art Magazine
- (fr) Circuit Musiques contemporaines

#### Articles et autres publications
- (fr)  Sylvain Marquis,  L'attitude spéculative dans les arts sonores actuels : exploration et méthodologie, Lille thèses, 2007 [lire en ligne]
- (fr)  Makis Solomos,  Notes de travail pour une écologie du son , HAL (archive ouverte), 2016 [présentation en ligne]
- (en)  Iain Campbell, John Cage, Gilles Deleuze, and the Idea of Sound, Parralax, 2017 [lire en ligne]